# Oscar Han
 (janvier 2018).
Si vous disposez d'ouvrages ou d'articles de référence ou si vous connaissez des sites web de qualité traitant du thème abordé ici, merci de compléter l'article en donnant les références utiles à sa vérifiabilité et en les liant à la section « Notes et références ».
Ne doit pas être confondu avec Oscar Hans.

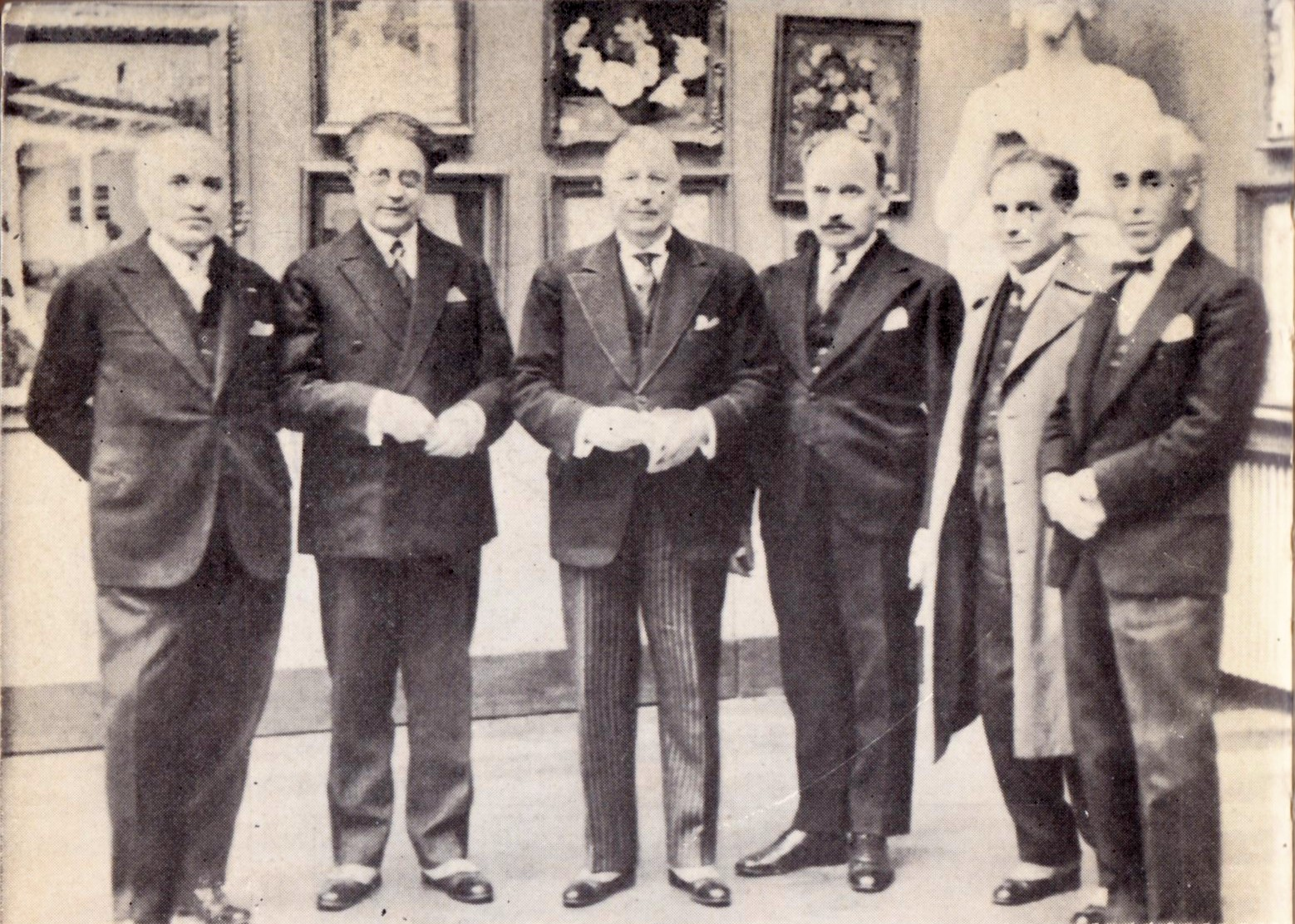
Oscar Han (deuxième en partant de la gauche) posant avec Ștefan Dimitrescu, Oscar Han, Francisc Șirato, D. Gusti, Em. Bucuță, et Tonitza.

Oscar Han, né le 3 décembre 1891 à Bucarest, et mort le 14 février 1976 dans la même ville, est un sculpteur roumain.

## Biographie
Né à Bucarest d’un père allemand et d’une mère roumaine, Oscar Han a étudié à l'Académie des Beaux-Arts de Bucarest dans les ateliers de Dimitrie Paciurea (sculpture) et Frederic Storck (dessin). 
Il a été membre du « Groupe des quatre » avec Nicolae Tonitza, Ștefan Dimitrescu et Francisc Șirato.

## Œuvres
Liste non exhaustive :
- Buste de Bogdan Petriceicu Hasdeu, devant le lycée du même nom à Buzău
- Statue du roi Carol I de Roumanie, dans la cour du château de Peleș à Sinaia
- Buste de Ion Gheorghe Duca, dans le parc de la rue Hermann Oberth à Sibiu
- Buste de Mihai Eminescu à Constanța
- Monument Victoria Mărășești à Mărășești
- Buste de Mihai Eminescu, sur la place devant le cinéma Capitol à Timișoara
- Statue de Mihail Kogălniceanu, place Mihail Kogălniceanu à Bucarest
- Statue de Constantin Brâncoveanu, dans le cimetière de l'église Saint-Gheorghe Nou de Bucarest
- Buste d'Alexandru Vlahuță, dans la Rotonde des écrivains du parc Cișmigiu à Bucarest
- Monument Mircea cel Bâtran, dans le parc en face de l'école primaire no 1 à Turnu Măgurele
- Statue du compositeur George Enescu, dans le parc Tineretului à Bucarest
- Statue d'Étienne le Grand, dans le parc du centre ville à Piatra Neamț
- Buste de Vasile Voiculescu à Pârscov
- Statue équestre de Michel le Brave au palais princier à Alba Iulia
- Statue d'Anghel Saligny à Constanța

Plusieurs œuvres sont exposées dans des musées : musée du județ de Vâlcea, musée d'art de Constanța, musée Zambaccian à Bucarest